# Waltraut von Mengden
Waltraut von Mengden (* 25. Januar 1954 in München) ist eine deutsche Medienmanagerin und Unternehmensberaterin.

## Leben und Karriere
Von Mengden studierte Betriebswirtschaftslehre am Universitätsseminar der Wirtschaft (USW) Schloss Gracht in Köln/Bonn.
Nach der Tätigkeit im Marketing bei Estée Lauder stieg Waltraut von Mengden 1989 in die Medienbranche ein. Nach Stationen bei Gruner + Jahr und Hubert Burda Media wurde sie 1994 Anzeigendirektorin bei der Medien Verlagsgesellschaft mbH & Co. (MVG) in München.
Von 1999 bis 2013 war Waltraut von Mengden Geschäftsführerin der MVG und trug u. a. die verlegerische Verantwortung für die Zeitschriften Cosmopolitan, Joy und Shape.
Nach dem Verkauf der MVG an die Bauer Media Group in Hamburg schied Waltraut von Mengden als Geschäftsführerin aus. Seit 2014 ist sie Geschäftsführende Gesellschafterin der WvM Unternehmensberatung in München.
Seit 2012 ist Waltraut von Mengden Präsidentin des Verbandes der Zeitschriftenverlage in Bayern (VZB). Darüber hinaus ist sie Mitglied des Kuratoriums der Jakob Fugger-Medaille.
Waltraut von Mengden lebt in München und Starnberg. Sie ist mit dem Kaufmann Albrecht Hengstenberg verheiratet.